# 布氏真巨口魚
布氏真巨口魚（学名：Eustomias braueri）为輻鰭魚綱巨口鱼目巨口鱼科的其中一種。分布於全球三大洋海域，為深海魚類，棲息深度可達1400公尺，體長可達13.5公分。

## 扩展阅读
維基物種上的相關：布氏真巨口魚